# Far Cry Vengeance
Far Cry Vengeance is een first-person shooter voor de Nintendo Wii. Het is uitgekomen op 5 januari 2007 en is ontwikkeld en uitgegeven door Ubisoft.

## Verhaal
De lezer kruipt in de huid van Jack Carver, wiens leven na de gebeurtenissen bij Jacutan Archipelaho in Far Cry Instincts voorgoed veranderd is. Hij heeft geleerd om te gaan met zijn bovennatuurlijke talenten en vaardigheden die hij heeft gekregen. Op het moment dat hij eindelijk dacht rust te hebben, wordt hij gezocht voor de moord op een vrouw. Deze moord heeft hij echter nooit gepleegd.